# Alexandre Bordigoni
Alexandre Bordigoni (geb. 13. April 1865; gest. 27. Juni 1941 in Lancy) war ein Schweizer Architekt mit einem umfangreichen Werk in Genf.

## Leben und Wirken
Die Familie des Vaters, des Flachmalers Antoine Bordigoni stammte aus Graubünden. Über Alexandre Bordigonis Ausbildung werden eine Lehre in einem Genfer Architekturbüro und Studien an der Ecole d’architecture et d’ornement de Genève berichtet. Bordigoni, der einige Preise für Fassadengestaltung seiner Häuser erhielt, baute vor allem Mehrfamilienhäuser in Genf, dabei begann er in den historistischen Formen seiner Zeit, geprägt von der französischen Beaux-Arts-Tradition. Nach der Jahrhundertwende wandte sich Bordigoni verhalten den Jugendstilformen zu, die vor allem in den applizierten Dekorationselementen wie Konsolen, Fenstergewänden, Schmiedeeisenarbeiten Anwendung fanden. Vor dem Ersten Weltkrieg wurden diese Elemente zurückhaltender und lehnten sich – ebenfalls der Pariser Mode folgend  – stärker dem Louis-seize an. In den 1930er Jahren waren Bordigonis Entwürfe vom Art déco gezeichnet.

## Werke (Auswahl)
- Immeuble Place Mercier, Wohn- und Geschäftshaus, Genf 1897[1]
- Immeuble Rue Gautier, Wohn- und Geschäftshaus, Genf 1897
- Immeubles Quai Wilson, Wohn- und Geschäftshaus, Genf 1897
- Immeuble Boulevard des Philosophes, Wohn- und Geschäftshaus, Genf 1897–1898[2]
- Immeuble Boulevard des Philosophes, Wohnhaus, Genf 1897–1898[3]
- Immeuble Rue Saint-Ours, Wohn- und Geschäftshaus, Genf 1897
- Immeuble Place Montbrillant, Wohn- und Geschäftshaus, Genf 1898[4]
- Immeuble Gare des Eaux-Vives, Wohn- und Geschäftshaus, Genf 1900[5]
- Immeubles Rue Thalberg, zwei Wohnhäuser, Genf 1900[6]
- Immeuble Boulevard des Philosophes, Wohn- und Geschäftshaus, Genf 1901
- Immeuble Rue de l’École-de-Médecine, Wohn- und Geschäftshaus, Genf 1901[7]
- Immeuble Rue de Lyon, Wohn- und Geschäftshaus, Genf 1902[8]
- Immeubles Avenue du Mail, Wohn- und Geschäftshaus, Genf 1902[9]
- Immeuble Rue Dubois-Melly, Wohn- und Geschäftshaus, Genf 1902
- Kiosk Rond-Point de Plainpalais, Genf 1903 (abgebrochen)
- Immeuble Rue des Photographes, Wohn- und Geschäftshaus, Genf 1903–1904
- Immeubles Avenue du Mail, Wohn- und Geschäftshaus, Genf 1904[10]
- Immeubles Avenue du Mail, Wohn- und Geschäftshaus, Genf 1907[11]
- Magasin Les Élegantes, Kaufhaus, Genf 1905 (abgebrochen)
- Immeuble Rue de la Croix d’Or, Wohn- und Geschäftshaus, Genf 1910[12]
- Immeuble Rue d’Enfer, Wohn- und Geschäftshaus, Genf 1910[13]
- Immeuble Rue des Pavillons, zwei Wohn- und Geschäftshäuser, Genf 1910[14]
- Verwaltungsgebäude Place de Confédération, Genf 1916[15]
- Hotel Richemont, Genf 1929–1931

## Belege
1. ↑  Gilles Barbey, Armand Brulhart, Georg Germann: Genève. In: Gesellschaft für Schweizerische Kunstgeschichte (Hrsg.): INSA Inventar der neueren Schweizer Architektur 1850–1920. Band 4. Orell Füssli, Zürich 1982, ISBN 3-280-01398-4, S. 359, Sp. 3, doi:10.5169/seals-5496 (französisch, e-periodica.ch).
2. ↑  Gilles Barbey, Armand Brulhart, Georg Germann: Genève. In: Gesellschaft für Schweizerische Kunstgeschichte (Hrsg.): INSA Inventar der neueren Schweizer Architektur 1850–1920. Band 4. Orell Füssli, Zürich 1982, ISBN 3-280-01398-4, S. 369, Sp. 2, doi:10.5169/seals-5496 (französisch, e-periodica.ch).
3. ↑  Gilles Barbey, Armand Brulhart, Georg Germann: Genève. In: Gesellschaft für Schweizerische Kunstgeschichte (Hrsg.): INSA Inventar der neueren Schweizer Architektur 1850–1920. Band 4. Orell Füssli, Zürich 1982, ISBN 3-280-01398-4, S. 369, Sp. 3, doi:10.5169/seals-5496 (französisch, e-periodica.ch).
4. ↑  Gilles Barbey, Armand Brulhart, Georg Germann: Genève. In: Gesellschaft für Schweizerische Kunstgeschichte (Hrsg.): INSA Inventar der neueren Schweizer Architektur 1850–1920. Band 4. Orell Füssli, Zürich 1982, ISBN 3-280-01398-4, S. 363, Sp. 2, doi:10.5169/seals-5496 (französisch, e-periodica.ch).
5. ↑  Gilles Barbey, Armand Brulhart, Georg Germann: Genève. In: Gesellschaft für Schweizerische Kunstgeschichte (Hrsg.): INSA Inventar der neueren Schweizer Architektur 1850–1920. Band 4. Orell Füssli, Zürich 1982, ISBN 3-280-01398-4, S. 343, Sp. 3, doi:10.5169/seals-5496 (französisch, e-periodica.ch).
6. ↑  Gilles Barbey, Armand Brulhart, Georg Germann: Genève. In: Gesellschaft für Schweizerische Kunstgeschichte (Hrsg.): INSA Inventar der neueren Schweizer Architektur 1850–1920. Band 4. Orell Füssli, Zürich 1982, ISBN 3-280-01398-4, S. 387, Sp. 2, doi:10.5169/seals-5496 (französisch, e-periodica.ch).
7. ↑  Gilles Barbey, Armand Brulhart, Georg Germann: Genève. In: Gesellschaft für Schweizerische Kunstgeschichte (Hrsg.): INSA Inventar der neueren Schweizer Architektur 1850–1920. Band 4. Orell Füssli, Zürich 1982, ISBN 3-280-01398-4, S. 357, Sp. 2, doi:10.5169/seals-5496 (französisch, e-periodica.ch).
8. ↑  Gilles Barbey, Armand Brulhart, Georg Germann: Genève. In: Gesellschaft für Schweizerische Kunstgeschichte (Hrsg.): INSA Inventar der neueren Schweizer Architektur 1850–1920. Band 4. Orell Füssli, Zürich 1982, ISBN 3-280-01398-4, S. 355, Sp. 2, doi:10.5169/seals-5496 (französisch, e-periodica.ch).
9. ↑  Gilles Barbey, Armand Brulhart, Georg Germann: Genève. In: Gesellschaft für Schweizerische Kunstgeschichte (Hrsg.): INSA Inventar der neueren Schweizer Architektur 1850–1920. Band 4. Orell Füssli, Zürich 1982, ISBN 3-280-01398-4, S. 357, Sp. 2, doi:10.5169/seals-5496 (französisch, e-periodica.ch).
10. ↑  Gilles Barbey, Armand Brulhart, Georg Germann: Genève. In: Gesellschaft für Schweizerische Kunstgeschichte (Hrsg.): INSA Inventar der neueren Schweizer Architektur 1850–1920. Band 4. Orell Füssli, Zürich 1982, ISBN 3-280-01398-4, S. 357, Sp. 2, doi:10.5169/seals-5496 (französisch, e-periodica.ch).
11. ↑  Gilles Barbey, Armand Brulhart, Georg Germann: Genève. In: Gesellschaft für Schweizerische Kunstgeschichte (Hrsg.): INSA Inventar der neueren Schweizer Architektur 1850–1920. Band 4. Orell Füssli, Zürich 1982, ISBN 3-280-01398-4, S. 357, Sp. 2, doi:10.5169/seals-5496 (französisch, e-periodica.ch).
12. ↑  Gilles Barbey, Armand Brulhart, Georg Germann: Genève. In: Gesellschaft für Schweizerische Kunstgeschichte (Hrsg.): INSA Inventar der neueren Schweizer Architektur 1850–1920. Band 4. Orell Füssli, Zürich 1982, ISBN 3-280-01398-4, S. 335, Sp. 1, doi:10.5169/seals-5496 (französisch, e-periodica.ch).
13. ↑  Gilles Barbey, Armand Brulhart, Georg Germann: Genève. In: Gesellschaft für Schweizerische Kunstgeschichte (Hrsg.): INSA Inventar der neueren Schweizer Architektur 1850–1920. Band 4. Orell Füssli, Zürich 1982, ISBN 3-280-01398-4, S. 338, Sp. 2, doi:10.5169/seals-5496 (französisch, e-periodica.ch).
14. ↑  Gilles Barbey, Armand Brulhart, Georg Germann: Genève. In: Gesellschaft für Schweizerische Kunstgeschichte (Hrsg.): INSA Inventar der neueren Schweizer Architektur 1850–1920. Band 4. Orell Füssli, Zürich 1982, ISBN 3-280-01398-4, S. 367, Sp. 3, doi:10.5169/seals-5496 (französisch, e-periodica.ch).
15. ↑  Gilles Barbey, Armand Brulhart, Georg Germann: Genève. In: Gesellschaft für Schweizerische Kunstgeschichte (Hrsg.): INSA Inventar der neueren Schweizer Architektur 1850–1920. Band 4. Orell Füssli, Zürich 1982, ISBN 3-280-01398-4, S. 330, Sp. 1, doi:10.5169/seals-5496 (französisch, e-periodica.ch).

| Personendaten    | Personendaten        |
| ---------------- | -------------------- |
| NAME             | Bordigoni, Alexandre |
| KURZBESCHREIBUNG | Schweizer Architekt  |
| GEBURTSDATUM     | 13. April 1865       |
| STERBEDATUM      | 27. Juni 1941        |
| STERBEORT        | Lancy                |